# Braulio Rodríguez Plaza
Braulio Rodríguez Plaza, né le 27 janvier 1944 à Aldea del Fresno, Communauté de Madrid en Espagne, est un évêque catholique espagnol, archevêque émérite de Tolède depuis 2019.

## Biographie

### Prêtre
Il est ordonné prêtre le 3 avril 1972 pour le diocèse de Madrid par le cardinal Vicente Enrique y Tarancón, alors archevêque de Madrid, après avoir lui-même été archevêque de Tolède.
Comme prêtre, il exerce différents ministères paroissiaux et comme professeur au séminaire diocésain de Madrid.

### Évêque
Le 6 novembre 1987, Jean-Paul II le nomme évêque de Osma-Soria dans la région de Castille-et-León. Il est consacré le 20 décembre suivant par Mario Tagliaferri alors nonce apostolique en Espagne.
Il est transféré à Salamanque le 12 mai 1995 puis à Valladolid dont il devient archevêque le 28 août 2002. Benoît XVI le nomme archevêque de Tolède et primat d'Espagne le 16 avril 2009 où il succède au cardinal Antonio Cañizares Llovera appelé à Rome pour prendre la direction de la Congrégation pour le culte divin et la discipline des sacrements.
En 2016, il enterre en « en grande pompe » Alix Parmentier, ancienne prieure des sœurs contemplatives de Saint-Jean, « en habit de religieuse, ce que le Vatican avait pourtant interdit » à cause de son exclusion de toute vie religieuse. 
Le pape François accepte sa démission le 27 décembre 2019, et nomme Francisco Cerro Chaves (es) pour lui succéder sur le siège de Tolède.